# Trimove raziskovalne nagrade
Trimove raziskovalne nagrade so mednarodne nagrade za najboljša diplomska, specialistična, magistrska dela in doktorske disertacije.
Natečaj, ki ga v Sloveniji in v drugih evropskih državah podjetje Trimo razpiše vsako leto, je namenjen znanstvenim delom, ki so na kakršen koli način povezana s področjem dela podjetja. Tradicionalno so najbolj zastopana dela s področja arhitekture, gradbeništva, strojništva, informacijskih tehnologij, ekonomije, prava, menedžmenta itd.
Poleg razvijanja sodelovanja med Trimom in univerzami ter povečevanja prepoznavnosti podjetja med študenti in strokovno javnostjo, je eden od osnovnih namenov teh nagrad spodbujanje prenosa informacij, znanja in idej med Trimom in zunanjimi centri znanja, ki delujejo na področjih, zanimivih za Trimo, ter spodbujanje povezovanja najperspektivnejših študentov s Trimom.
Od leta 2001, ko so bile prvič razpisane, je bilo podeljenih več kot 280 nagrad, skoraj četrtina vseh nagrajencev pa je s Trimom tako ali drugače sodelovala tudi po podelitvi nagrad.

## Nagrajenci
- 2009
- 2008